# Takaba Osamu

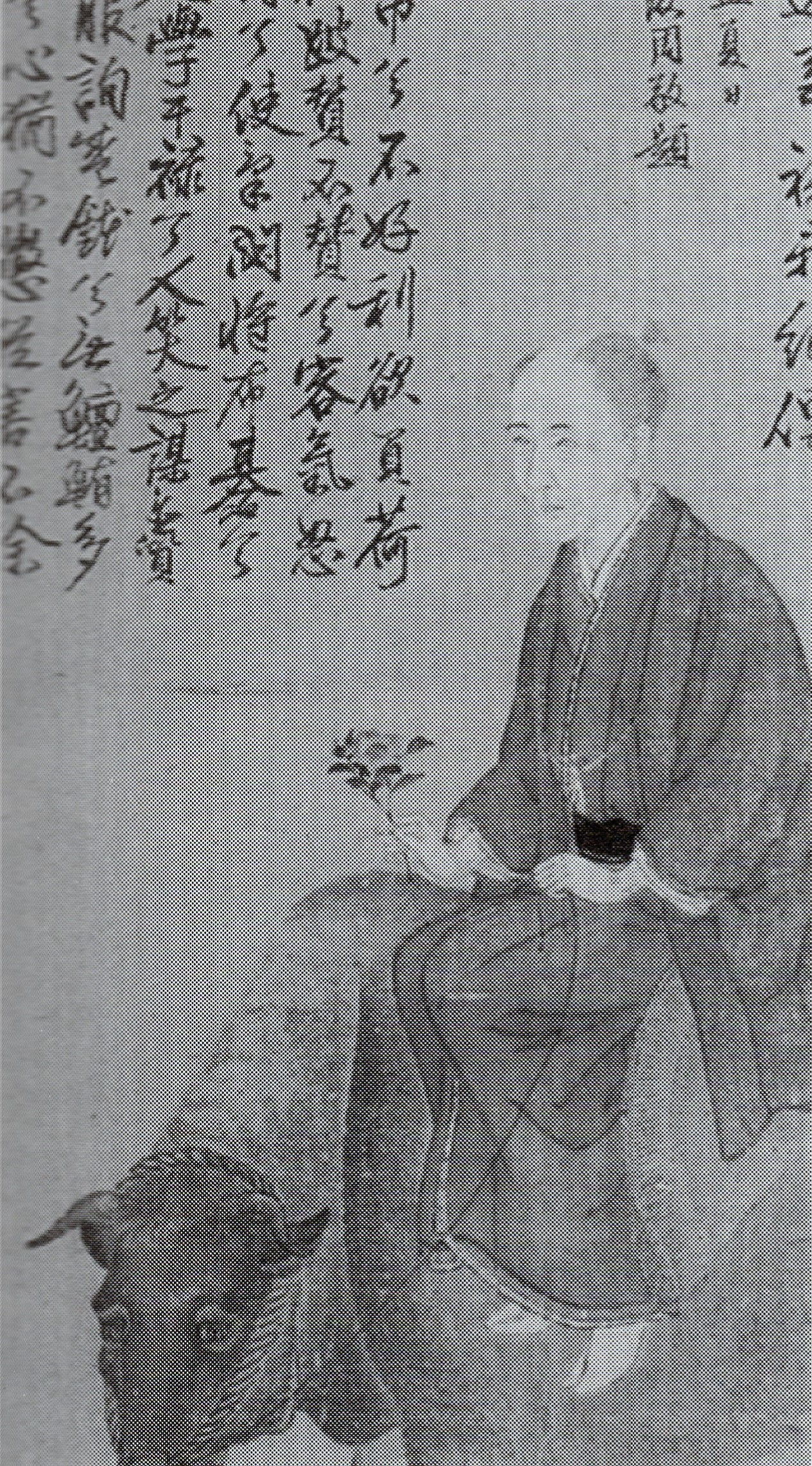
Takaba Osamu (Hängerolle 19. Jh.)

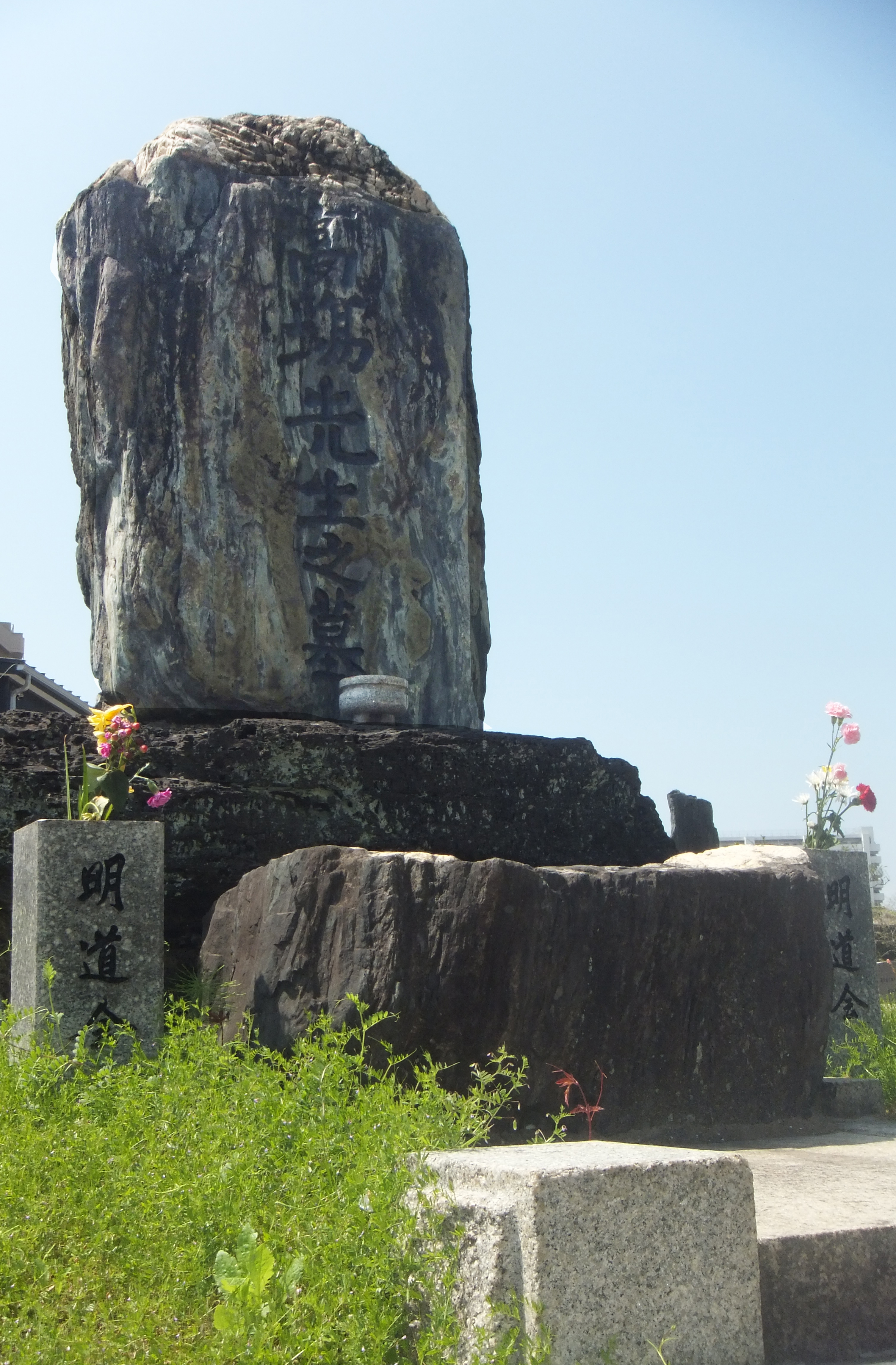
Grab von Takaba Osamu auf dem Friedhof des Sōfuku-Tempels in Fukuoka

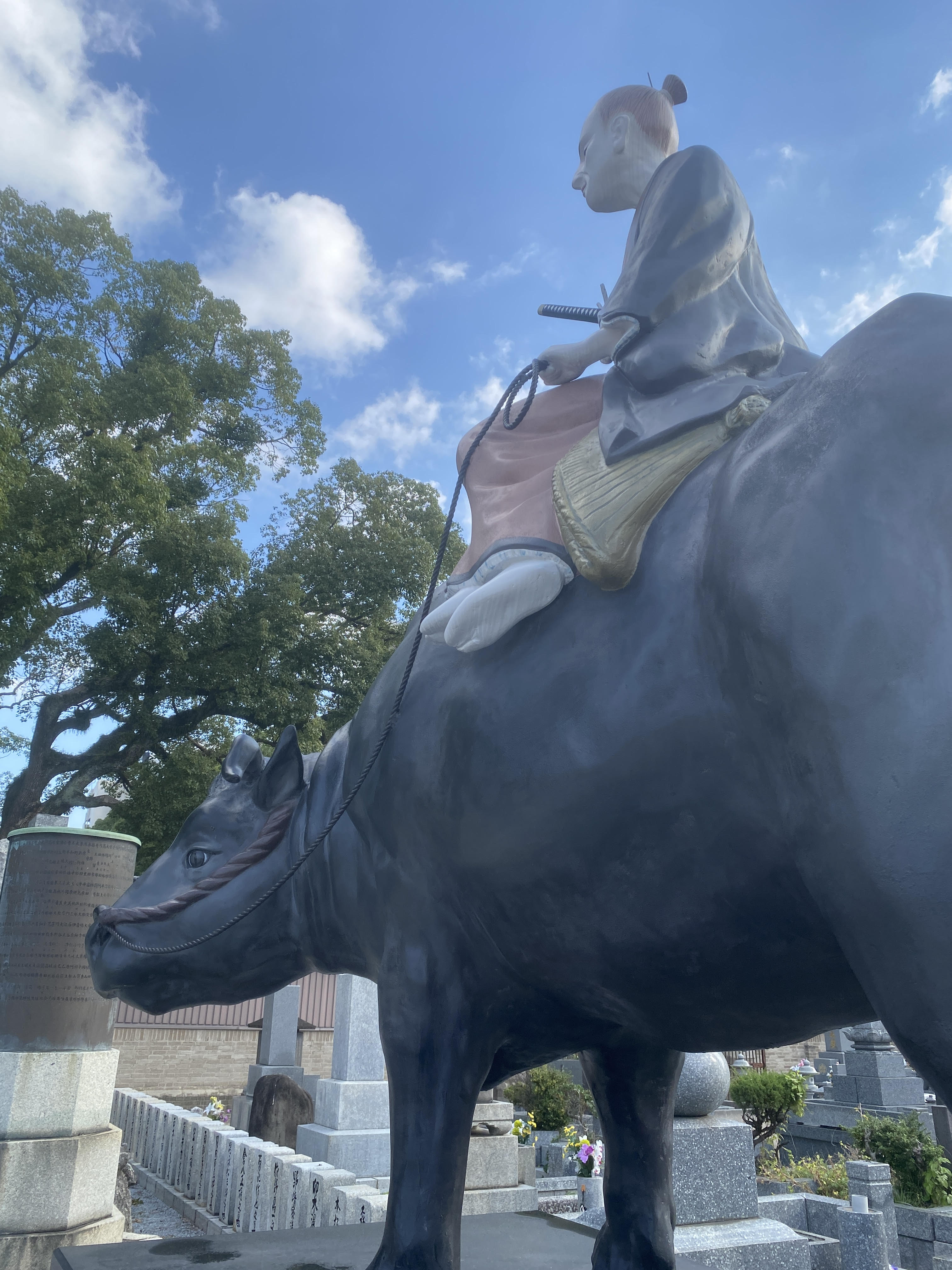
Monument auf dem Grab-Areal der Gen’yōsha (Sōfuku-Tempel)

Takaba Osamu (jap. 高場 乱; * 11. November 1831 in der alten Hafenstadt Hakata, Provinz Chikuzen; † 31. März 1891 in Fukuoka Präfektur Fukuoka) war eine japanische Ärztin und Erzieherin, die auf die nationalistischen Aktivisten Kyūshūs in den Umbruchsjahren der späten Edo- und frühen Meiji-Zeit einen starken Einfluss ausübte.

## Kindheit und Jugend
Takaba Osamu wurde als letzte Tochter von Takaba Masayama in einer Familie geboren, die seit Generationen Augenärzte für das lokale Lehen Fukuoka (Fukuoka-han) stellte. Mit ihrer Geburt gab der Vater jegliche Hoffnung auf einen männlichen Nachfahren auf und beschloss, das Kind unter dem eigentlich Knaben vorbehaltenen Namen Yōmei (養命) als Sohn aufzuziehen. 1814 erhielt der/die zehnjährige Yōmei in der Gempuku genannten traditionellen Mündigkeitszeremonie eine Männerfrisur, die obligatorischen Schwerter sowie den Namen Gen’yō (元陽). Dies war ungewöhnlich und bedurfte der Genehmigung durch die Behörden, doch gab es in der Provinz Chikuzen durchaus Präzedenzfälle. Später wurde der Name Gen’yō durch Osamu (乱) ersetzt. Als Alltagsname diente Shōtō (小刀, Kurzschwert), als Autorenname Senshi (仙芝, Einsiedler-Wiese). Im Alter von 16 Jahren heiratete sie, doch hielt diese Ehe nur kurze Zeit.
Die begabte Osamu besuchte zunächst die von Kamei Yōshū (亀井暘洲, 1808–1876) geführte Privatschule in Fukuoka. Dies war eine namhafte, vergleichsweise freie Einrichtung, die neben konfuzianischen Studien die Hollandkunde (Rangaku) berücksichtigte und, was seinerzeit außergewöhnlich war, auch Mädchen aufnahm. Osamu fiel schon bald durch herausragende Leistungen auf. Im Alter von 20 Jahren übernahm sie die Praxis ihres Vaters.

## Die Ginsengfeld-Akademie
Die durch die Ankunft des Commodore Matthew Calbraith Perry im Jahre 1853 und die von ihm erzwungene Öffnung Japans ausgelösten Schockwellen erfassten auch das Lehen Fukuoka (Fukuoka-han), das zusammen mit dem benachbarten Lehen Saga (Saga-han) für die Sicherheit im Seegebiet um Nagasaki zuständig war. Die inzwischen 25-jährige Takaba eröffnete eine Schule, um junge Männer auszubilden, die entschlossen waren, dieser Bedrohung entgegenzutreten. Das zum Bau der „Schule der aufblühenden Aspirationen“ (Kōshi-juku, 興志塾) genutzte Grundstück diente einst dem Lehen als Ginseng-Feld, so dass man bald von der „Ginsengfeld-Akademie“ (Ninjinbatake-juku, 人参畑塾) sprach. Wohl auch aufgrund ihrer eigenen Sozialisationsgeschichte nahm Takaba gerne Schüler auf, die Anpassungsschwierigkeiten hatten und von anderen Schulen abgelehnt worden waren. Obwohl eher von zierlicher Statur war sie in der regionalen Bevölkerung als „Amazone vom Ginseng-Feld“ (Ninjinbatake no joketsu, 人参畑の女傑) oder auch als „Alte vom Ginsengfeld“ bekannt.
Takaba positionierte sich gegen die neokonfuzianischen Lehren des Zhu Xi, die als Shushigaku die Förderung des Tokugawa-Regimes genoss, und propagierte, den Lehren Wang Yangmings folgend, die Einheit von Wissen und Handeln sowie das angeborene Wissen um Gut und Böse. Die Sprengkraft einer solchen moralischen Autonomie des Individuums sollte sich bald zeigen. Unter den rund 300 Absolventen ihrer Ginsengfeld-Schule entwickelten sich nicht wenige zu politischen Aktivisten, die in Kyushu, in einigen Fällen gar auf nationaler Ebene eine einflussreiche Rolle spielten: Kurushima Tsuneki (来島 恒喜, 1860–1889), Hakoda Rokusuke (箱田 六輔, 1850–1888), Hiraoka Kōtarō (平岡 浩太郎, 1851–1906), Miyagawa Ikkan (宮川 一貫, 1884–1944), Miyagawa Taiichirō (宮川 太一郎, 1847–1909), Narahara Itaru (奈良原 至, 1857–1917), Tōyama Mitsuru (頭山 満, 1855–1944), Shintō Kiheita (進藤 喜平太, 1851–1925), Takebe Koshirō (武部 小四郎, 1846–1877) und andere mehr. Bei der Wahl der Mittel zur Erreichung der gesetzten Ziele war man nicht zimperlich. So mancher Zögling Takabas schreckte auch vor Gewalt und Terror nicht zurück.

## Radikale Zöglinge
Die schrittweise Aufhebung der Privilegien der Samurai-Schicht (shizoku) löste eine beträchtliche Unruhe und Unzufriedenheit bezüglich ihrer Position und künftigen Rolle in vielen Teilen des Landes aus. In Fukuoka kam hinzu, dass das Lehen in den Auseinandersetzungen um den Sturz der Tokugawa und die Wiedereinsetzung des Tennō im Zuge der Meiji-Restauration wie auch beim Aufbau des neuen Staates durch ungeschickte Entscheidungen ins Hintertreffen geraten war. Viele der lokalen Samurai nahmen daher an der durch Maebara Issei (1834–1876) geführten Rebellion in Hagi 1876 und der größeren, durch Saigo Takamori in Satsuma 1877 betriebenen Rebellion, dem Südwest-Krieg, teil. Auch in Fukuoka kam es 1877 zu einem Aufruhr (Fukuoka no hen, 福岡の変). Von den über 500 Rebellen starben etwa ein Fünftel bei Kämpfen, während der Haft oder durch Hinrichtung. Vorübergehend wurde auch Takaba festgenommen, doch war sie nie direkt an den Aktivitäten ihrer Schüler beteiligt.
Den wohl nachhaltigsten Einfluss unter den Absolventen der Ginseng-Akademie erzielte Tōyama Mitsuru, der 1871 zunächst eine „Gesellschaft zur Verbesserung der Aspirationen“ (Kyōshisha, 矯志社) und acht Jahre darauf zusammen mit Hiraoka Kōtarō eine „Schule der Hinwendung zur Sonne“ (Kōyōgijuku, 向陽義塾) gründete. Als Sammelbecken für unzufriedene ehemalige Samurai zielte diese auf eine Restauration der abgeschafften Feudalordnung ab, schrieb dann nach dem Zusammenbruch der Satsuma-Rebellion in einem erstaunlichen Schwenk hin zur „Bewegung für Freiheit und Bürgerrechte“ (Jiyū minken undō) die Durchsetzung von Bürgerrechten auf ihre Fahnen. Doch schon 1881 kam es mit der Umbenennung in „Schwarze-Ozean-Gesellschaft“ (Gen’yōsha, 玄洋社) zu einem weiteren Kurswechsel. Nunmehr verfolgte man einen radikalen Nationalismus verknüpft mit einer Expansion des japanischen Reiches auf der Grundlage einer pan-asiatischen Ideologie. Diese facettenreiche und oft gewalttätige Gesellschaft hielt sich bis Januar 1946, als sie durch die amerikanische Besatzungsbehörde verboten wurde.
1889 stellte sich die Gen’yōsha gegen den von Außenminister Ōkuma Shigenobu vorgelegten Plan zur Revision der gegen Ende der Edo-Zeit mit westlichen Mächten abgeschlossenen „Ungleichen Verträge“. Ein weiterer Zögling Takabas, Kurushima Tsuneki, der in der Gesellschaft eine führende Rolle spielte, verübte im Herbst jenes Jahres ein Bombenattentat, bei dem Ōkuma überlebte, aber ein Bein verlor. Kurushima beging hierauf Selbstmord. Takaba war von dieser Tat wenig angetan. In einem Brief hierzu greift sie auf die berühmte Wendung des chinesischen Philosophen Mengzi vom „(törichten) Mut eines ungebildeten Mannes“ zurück.  Zu viele ihrer Schüler hatten in den vergangenen Dekaden ihr Leben verloren.

## Krankheit und Tod
Im folgenden Jahr erkrankte Takaba, lehnte jegliche Behandlung ab und starb 1891 im Alter von 59 Jahren. An ihrem Begräbnis nahmen etwa 500 Personen teil. Ihr Grab befindet sich auf dem Friedhof des Sōfuku-Tempels in einem den Mitgliedern der Genyō’sha vorbehaltenen Areal in unmittelbarer Nachbarschaft zu den Gräbern von Tōyama und Kurushima. Die Inschrift ihres Grabsteins samt einem Lebenslauf in chinesischer Schriftsprache schrieb der zum Staatsmann aufgestiegene ehemalige Militärfachmann Katsu Kaishū (勝海舟).